# Izrael a 2000. évi nyári olimpiai játékokon
Izrael az ausztráliai Sydneyben megrendezett 2000. évi nyári olimpiai játékok egyik részt vevő nemzete volt. Az országot az olimpián 9 sportágban 39 sportoló képviselte, akik összesen 1 érmet szereztek.

## Érmesek
| Érem  | Versenyző        | Sportág    | Versenyszám             |
| ----- | ---------------- | ---------- | ----------------------- |
| Bronz | Michael Kolganov | Kajak-kenu | Férfi kajak egyes 500 m |

## Atlétika
Férfi
| Versenyző                                                 | Versenyszám     | Előfutam | Előfutam | Előfutam | Negyeddöntő | Negyeddöntő | Negyeddöntő | Elődöntő | Elődöntő | Elődöntő | Döntő   | Döntő    |
| Versenyző                                                 | Versenyszám     | Idő      | Hely.    | Össz.    | Idő         | Hely.       | Össz.       | Idő      | Hely.    | Össz.    | Idő     | Helyezés |
| --------------------------------------------------------- | --------------- | -------- | -------- | -------- | ----------- | ----------- | ----------- | -------- | -------- | -------- | ------- | -------- |
| Tommy Kafri                                               | 100 m           | 10,43    | 4.       | 38.      | kiesett     | kiesett     | kiesett     | kiesett  | kiesett  | kiesett  | kiesett | kiesett  |
| Gideon Yablonka                                           | 200 m           | 20,92    | 5.       | 31.      | kiesett     | kiesett     | kiesett     | kiesett  | kiesett  | kiesett  | kiesett | kiesett  |
| Kfir Golan Gideon Yablonka Tommy Kafri Alex Porkhomovskiy | 4 × 100 m váltó | 39,76    | 6.       | 26.      |             |             |             | kiesett  | kiesett  | kiesett  | kiesett | kiesett  |

| Versenyző             | Versenyszám | Selejtező | Selejtező | Döntő    | Döntő    |
| Versenyző             | Versenyszám | Eredmény  | Helyezés  | Eredmény | Helyezés |
| --------------------- | ----------- | --------- | --------- | -------- | -------- |
| Konstantin Matusevich | Magasugrás  | 227 cm    | 1.***     | 232 cm   | 5.       |
| Alex Averbukh         | Rúdugrás    | 565 cm    | 7.****    | 550 cm   | 10.**    |
| Danny Krasnov         | Rúdugrás    | 555 cm    | 20.*      | kiesett  | kiesett  |
| Rogel Nachum          | Hármasugrás | 16,39 m   | 23.       | kiesett  | kiesett  |

* - egy másik versenyzővel azonos eredményt ért el

** - két másik versenyzővel azonos eredményt ért el

*** - három másik versenyzővel azonos eredményt ért el

**** - négy másik versenyzővel azonos eredményt ért el

## Birkózás
Kötöttfogású
| Versenyző            | Versenyszám | Csoportkör                                                                                  | Csoportkör | Negyeddöntő       | Elődöntő                  | Bronz- mérkőzés              | Döntő             | Helyezés |
| Versenyző            | Versenyszám | Ellenfél Eredmény                                                                           | Hely.      | Ellenfél Eredmény | Ellenfél Eredmény         | Ellenfél Eredmény            | Ellenfél Eredmény | Helyezés |
| -------------------- | ----------- | ------------------------------------------------------------------------------------------- | ---------- | ----------------- | ------------------------- | ---------------------------- | ----------------- | -------- |
| Michael Beilin       | 63 kg       | 4. csoport · Bakhodir Kurbanov (UZB) · 0-4 · Vital Zsuk (BLR) · 1-0                         | 2.         | kiesett           | kiesett                   | kiesett                      | kiesett           | 15.      |
| Gotcha Tsitsiashvili | 85 kg       | 6. csoport · Fritz Aanes (NOR) · 2-7 · Yury Vitt (UZB) · 3-0 · Amor Bach Hanba (TUN) · 11-1 | 2.         | kiesett           | kiesett                   | kiesett                      | kiesett           | 6.       |
| Yuriy Yevseychyk     | 130 kg      | 6. csoport · Fatih Bakir (TUR) · 3-0 · David Vála (CZE) · 5-1 · Marek Sitnik (POL) · 3-1    | 1.         | erőnyerő          | Rulon Gardner (USA) · 2-3 | Dzmitrij Debelka (BLR) · 0-1 |                   | 4.       |

## Cselgáncs
Férfi
| Versenyző  | Versenyszám  | Selejtező         | 32-es főtábla                   | Nyolcaddöntő                   | Negyeddöntő                    | Elődöntő          | Vigaszág első kör                    | Vigaszág negyeddöntő             | Vigaszág elődöntő                     | Bronz- mérkőzés                     | Döntő             | Helyezés |
| Versenyző  | Versenyszám  | Ellenfél Eredmény | Ellenfél Eredmény               | Ellenfél Eredmény              | Ellenfél Eredmény              | Ellenfél Eredmény | Ellenfél Eredmény                    | Ellenfél Eredmény                | Ellenfél Eredmény                     | Ellenfél Eredmény                   | Ellenfél Eredmény | Helyezés |
| ---------- | ------------ | ----------------- | ------------------------------- | ------------------------------ | ------------------------------ | ----------------- | ------------------------------------ | -------------------------------- | ------------------------------------- | ----------------------------------- | ----------------- | -------- |
| Gil Ofer   | Könnyűsúly   | erőnyerő          | Tiago Camilo (BRA) · 0100-1010  |                                |                                |                   | Noureddine Yagoubi (ALG) · 0010-0110 | kiesett                          | kiesett                               | kiesett                             |                   | 13.      |
| Arik Zeevi | Félnehézsúly | erőnyerő          | Paweł Nastula (POL) · 1110-0000 | Kovács Antal (HUN) · 1011-0000 | Inoue Kószei (JPN) · 0000-1011 |                   |                                      | Yosvani Kessel (CUB) · 0120-0010 | Mário Sabino Júnior (BRA) · 1111-0001 | Stéphane Traineau (FRA) · 0000-1000 |                   | 5.       |

Női
| Versenyző   | Versenyszám | Selejtező                         | Nyolcaddöntő      | Negyeddöntő       | Elődöntő          | Vigaszág első kör | Vigaszág negyeddöntő | Vigaszág elődöntő | Bronz- mérkőzés   | Döntő             | Helyezés    |
| Versenyző   | Versenyszám | Ellenfél Eredmény                 | Ellenfél Eredmény | Ellenfél Eredmény | Ellenfél Eredmény | Ellenfél Eredmény | Ellenfél Eredmény    | Ellenfél Eredmény | Ellenfél Eredmény | Ellenfél Eredmény | Helyezés    |
| ----------- | ----------- | --------------------------------- | ----------------- | ----------------- | ----------------- | ----------------- | -------------------- | ----------------- | ----------------- | ----------------- | ----------- |
| Orit Bar-On | Könnyűsúly  | Marisabel Lomba (BEL) · 0001-0011 | kiesett           | kiesett           | kiesett           |                   |                      |                   |                   |                   | helyezetlen |

## Kajak-kenu

### Síkvízi
Férfi
| Versenyző            | Versenyszám         | Előfutam | Előfutam | Előfutam | Elődöntő | Elődöntő | Elődöntő | Döntő    | Döntő    |
| Versenyző            | Versenyszám         | Idő      | Hely.    | Össz.    | Idő      | Hely.    | Össz.    | Idő      | Helyezés |
| -------------------- | ------------------- | -------- | -------- | -------- | -------- | -------- | -------- | -------- | -------- |
| Michael Kolganov     | Kajak egyes 500 m   | 1:40,275 | 2.       | 3.       | 1:40,426 | 3.       | 5.       | 1:59,563 |          |
| Michael Kolganov     | Kajak egyes 1000 m  | 3:35,487 | 1.       | 1.       | 3:37,439 | 3.       | 3.       | 3:35,099 | 4.       |
| Rami Zur Ro’l Yellin | Kajak kettes 500 m  | 1:34,774 | 5.       | 16.      | 1:34,241 | 8.       | 14.      | kiesett  | kiesett  |
| Rami Zur Ro’l Yellin | Kajak kettes 1000 m | 3:20,913 | 8.       | 13.      | 3:22,634 | 7.       | 7.       | kiesett  | kiesett  |

Női
| Versenyző                       | Versenyszám        | Előfutam | Előfutam | Előfutam | Elődöntő | Elődöntő | Elődöntő | Döntő   | Döntő    |
| Versenyző                       | Versenyszám        | Idő      | Hely.    | Össz.    | Idő      | Hely.    | Össz.    | Idő     | Helyezés |
| ------------------------------- | ------------------ | -------- | -------- | -------- | -------- | -------- | -------- | ------- | -------- |
| Lior Carmi Larisza Peszjahovics | Kajak kettes 500 m | 1:48,647 | 6.       | 12.      | 1:48,120 | 5.       | 5.       | kiesett | kiesett  |

## Sportlövészet
Férfi
| Versenyző           | Versenyszám           | Selejtező | Selejtező | Döntő   | Döntő    |
| Versenyző           | Versenyszám           | Pont      | Helyezés  | Pont    | Helyezés |
| ------------------- | --------------------- | --------- | --------- | ------- | -------- |
| Alekszandr Danyilov | Szabadpisztoly        | 556       | 18.*      | kiesett | kiesett  |
| Guy Starik          | Sportpuska, fekvő     | 592       | 25.**     | kiesett | kiesett  |
| Guy Starik          | Sportpuska, összetett | 1154      | 32.       | kiesett | kiesett  |

* - egy másik versenyzővel azonos eredményt ért el

** - négy másik versenyzővel azonos eredményt ért el

## Torna

### Ritmikus gimnasztika
| Versenyző        | Versenyszám | Selejtező | Selejtező | Selejtező | Selejtező | Selejtező | Selejtező | Selejtező | Selejtező | Selejtező | Selejtező | Döntő   | Döntő   | Döntő   | Döntő   | Döntő   | Döntő   | Döntő   | Döntő   | Döntő    | Döntő    |
| Versenyző        | Versenyszám | Kötél     | Kötél     | Karika    | Karika    | Labda     | Labda     | Szalag    | Szalag    | Összesen  | Összesen  | Kötél   | Kötél   | Karika  | Karika  | Labda   | Labda   | Szalag  | Szalag  | Összesen | Összesen |
| Versenyző        | Versenyszám | Pont      | Hely.     | Pont      | Hely.     | Pont      | Hely.     | Pont      | Hely.     | Pont      | Hely.     | Pont    | Hely.   | Pont    | Hely.   | Pont    | Hely.   | Pont    | Hely.   | Pont     | Hely.    |
| ---------------- | ----------- | --------- | --------- | --------- | --------- | --------- | --------- | --------- | --------- | --------- | --------- | ------- | ------- | ------- | ------- | ------- | ------- | ------- | ------- | -------- | -------- |
| Svetlana Tokayev | Egyéni      | 9,666     | 13.       | 9,683     | 13.       | 9,645     | 14.       | 9,575     | 17.*      | 38,569    | 14.       | kiesett | kiesett | kiesett | kiesett | kiesett | kiesett | kiesett | kiesett | kiesett  | kiesett  |

* - egy másik versenyzővel azonos eredményt ért el

## Úszás
Férfi
| Versenyző                                           | Versenyszám            | Előfutam | Előfutam | Előfutam | Elődöntő | Elődöntő | Elődöntő | Döntő   | Döntő    |
| Versenyző                                           | Versenyszám            | Idő      | Hely.    | Össz.    | Idő      | Hely.    | Össz.    | Idő     | Helyezés |
| --------------------------------------------------- | ---------------------- | -------- | -------- | -------- | -------- | -------- | -------- | ------- | -------- |
| Yoav Bruck                                          | 50 m gyors             | 23,21    | 5.       | 34.*     | kiesett  | kiesett  | kiesett  | kiesett | kiesett  |
| Yoav Bruck                                          | 100 m gyors            | 51,62    | 6.       | 38.      | kiesett  | kiesett  | kiesett  | kiesett | kiesett  |
| Oren Azrad Yoav Bruck Alexei Manziula Eithan Urbach | 4 × 100 m vegyes váltó | 3:43,39  | 5.       | 17.      |          |          |          | kiesett | kiesett  |
| Eithan Urbach                                       | 100 m hát              | 55,44    | 5.       | 9.       | 55,31    | 3.       | 6.       | 55,74   | 8.       |
| Yoav Gath                                           | 200 m hát              | 2:00,80  | 5.       | 13.      | 2:03,80  | 8.       | 16.      | kiesett | kiesett  |
| Tal Stricker                                        | 100 m mell             | 1:03,99  | 1.       | 32.*     | kiesett  | kiesett  | kiesett  | kiesett | kiesett  |
| Tal Stricker                                        | 200 m mell             | 2:19,33  | 7.       | 32.      | kiesett  | kiesett  | kiesett  | kiesett | kiesett  |
| Yoav Meiri                                          | 100 m pillangó         | 55,38    | 4.       | 37.      | kiesett  | kiesett  | kiesett  | kiesett | kiesett  |
| Miki Halika                                         | 200 m pillangó         | 2:01,79  | 8.       | 31.      | kiesett  | kiesett  | kiesett  | kiesett | kiesett  |
| Miki Halika                                         | 200 m vegyes           | 2:07,53  | 7.       | 39.      | kiesett  | kiesett  | kiesett  | kiesett | kiesett  |
| Miki Halika                                         | 400 m vegyes           | 4:19,97  | 6.       | 11.      |          |          |          | kiesett | kiesett  |
| Yoav Bruck Yoav Meiri Tal Stricker Eithan Urbach    | 4 × 100 m vegyes váltó | 3:43,39  | 5.       | 17.      |          |          |          | kiesett | kiesett  |

Női
| Versenyző         | Versenyszám    | Előfutam | Előfutam | Előfutam | Elődöntő | Elődöntő | Elődöntő | Döntő   | Döntő    |
| Versenyző         | Versenyszám    | Idő      | Hely.    | Össz.    | Idő      | Hely.    | Össz.    | Idő     | Helyezés |
| ----------------- | -------------- | -------- | -------- | -------- | -------- | -------- | -------- | ------- | -------- |
| Adi Bichman       | 400 m gyors    | 4:27,33  | 7.       | 38.      |          |          |          | kiesett | kiesett  |
| Adi Bichman       | 800 m gyors    | 9:01,90  | 8.       | 25.      |          |          |          | kiesett | kiesett  |
| Adi Bichman       | 400 m vegyes   | 5:06,72  | 8.       | 26.      |          |          |          | kiesett | kiesett  |
| Vered Borochovsky | 100 m pillangó | 1:00,34  | 6.       | 19.      | kiesett  | kiesett  | kiesett  | kiesett | kiesett  |
| Vered Borochovsky | 200 m vegyes   | 2:18,99  | 7.       | 21.      | kiesett  | kiesett  | kiesett  | kiesett | kiesett  |

* - egy másik versenyzővel azonos eredményt ért el

## Vitorlázás
Férfi
| Versenyző                | Versenyszám     | Futam | Futam | Futam | Futam  | Futam | Futam | Futam | Futam | Futam  | Futam | Futam | Pontszám | Helyezés |
| Versenyző                | Versenyszám     | 1     | 2     | 3     | 4      | 5     | 6     | 7     | 8     | 9      | 10    | 11    | Pontszám | Helyezés |
| ------------------------ | --------------- | ----- | ----- | ----- | ------ | ----- | ----- | ----- | ----- | ------ | ----- | ----- | -------- | -------- |
| Amit Inbar               | Szörfvitorlázás | 3     | 13    | (14)  | 13     | 13    | 5     | (37*) | 4     | 13     | 4     | 11    | 79,0     | 7.       |
| Eli Zuckerman Elad Ronen | 470-es osztály  | 3,0   | 12,0  | 12,0  | (30,0) | 19,0  | 11,0  | 10,0  | 16,0  | (23,0) | 7,0   | 9,0   | 99,0     | 13.      |

Női
| Versenyző                  | Versenyszám     | Futam | Futam | Futam | Futam  | Futam | Futam  | Futam | Futam  | Futam | Futam | Futam | Pontszám | Helyezés |
| Versenyző                  | Versenyszám     | 1     | 2     | 3     | 4      | 5     | 6      | 7     | 8      | 9     | 10    | 11    | Pontszám | Helyezés |
| -------------------------- | --------------- | ----- | ----- | ----- | ------ | ----- | ------ | ----- | ------ | ----- | ----- | ----- | -------- | -------- |
| Michal Hein                | Szörfvitorlázás | 11    | 8     | (21)  | 14     | 14    | (30**) | 11    | 13     | 18    | 10    | 16    | 115,0    | 14.      |
| Shani Kedmi Anat Fabrikant | 470-es osztály  | 7,0   | 12,0  | 1,0   | (15,0) | 3,0   | 5,0    | 3,0   | (14,0) | 9,0   | 2,0   | 8,0   | 50,0     | 4.       |

* - kizárták (korai rajt)

** - kizárták

## Vívás
Női
| Versenyző     | Versenyszám | Selejtező         | 32-es főtábla                  | Nyolcaddöntő                  | Negyeddöntő       | Elődöntő          | Bronz- mérkőzés   | Döntő             | Helyezés |
| Versenyző     | Versenyszám | Ellenfél Eredmény | Ellenfél Eredmény              | Ellenfél Eredmény             | Ellenfél Eredmény | Ellenfél Eredmény | Ellenfél Eredmény | Ellenfél Eredmény | Helyezés |
| ------------- | ----------- | ----------------- | ------------------------------ | ----------------------------- | ----------------- | ----------------- | ----------------- | ----------------- | -------- |
| Ayelet Ohayon | Tőr, egyéni | erőnyerő          | Adeline Wuillème (FRA) · 15-12 | Diana Bianchedi (ITA) · 12-15 | kiesett           | kiesett           | kiesett           | kiesett           | 15.      |